# Cyanolyca viridicyanus
La chara andina (Cyanolyca viridicyanus) es una especie de ave paseriforme de la familia Corvidae propia de los bosques andinos en Perú y Bolivia. Anteriormente se la consideraba conespecífica con la chara collareja (Cyanolyca armillata).
Su hábitat natural son las regiones tropicales y subtropicales húmedas de altitud y bosques secundarios altamente degradados.
Tiene una cola larga y delgada sin cresta, que exhibe una coloración general azul oscuro. La cara y la garganta son negras, con una ceja y un pecho blancos y delgados.